# Pane di Chiaserna
Il pane di Chiaserna è diffuso nei territori del Montefeltro, in tutta la provincia di Pesaro e Urbino e nelle vicine province di Perugia ed Ancona, è riconosciuto dalla Regione Marche ed è inserito nell'elenco dei prodotti tipici nazionali pubblicati dalla Gazzetta Ufficiale della Repubblica Italiana. "Pane di Chiaserna" è un marchio collettivo registrato che prende il nome da Chiaserna, frazione di Cantiano.
La bontà di questo pane è dovuta all'utilizzo di acqua di sorgente che conferisce al prodotto caratteristiche peculiari di leggerezza e freschezza nel tempo. Filone di forma allungata leggermente schiacciata, di colore dorato e privo di sale. Il segreto, oltre all'eccezionale qualità dell'acqua del Monte Catria, risiede interamente nel rispetto della semplicità e della tradizione nella panificazione. Il "Pane di Chiaserna" infatti nasce come impasto acido (detto anche lievito "madre") e viene fatto fermentare in tutta calma. La totale assenza di additivi, conservanti e agenti miglioratori fanno il resto.